# Enhedscirklen
Enhedscirklen er en særlig cirkel, der anvendes i forbindelse med trigonometri. Enhedscirklen er kendetegnet ved at dens radius er 1. Indlagt i et retvinklet koordinatsystem har den sit centrum i origo dvs. (0,0).
Ethvert punkt på enhedscirklen vil danne en vinkel mellem x-aksen og retningslinjen fra centrum og ud til punktet. Tænker vi på et bestemt punkt kalder vi det for retningspunktet, og det har således også en retningsvinkel, på diagrammet til højre kaldet t, og dennes størrelse måles fra x-aksen og “mod uret”.
Radianvinklen svarende til vinklen t, er buelængden på enhedscirklen fra (0,0) til retningspunktet til t.
Enhedscirklens omkreds er 2·π; dens areal er π.

## Trigonometriske funktioner
Man definerer de trigonometriske funktioner cosinus og sinus ud fra enhedscirklen. Hvis (x,y) er koordinaterne til retningspunktet, så er 
{\displaystyle \cos(t)=x\,\!}
{\displaystyle \sin(t)=y\,\!}
Lader vi radius være hypotenusen i en retvinklet trekant, med x og y som katetelængderne, så har vi vha. Den pythagoræiske læresætning: x2 + y2 = 1, og dermed relationen
{\displaystyle \cos ^{2}(t)+\sin ^{2}(t)=1\,\!}
Tangens defineres som: {\displaystyle \tan t={\frac {\sin t}{\cos t}}}, men kan også findes vha. enhedscirklen. Der oprejses en lodret tangent til cirklen igennem (1,0) og tegnes en ret linje gennem (0,0) og retningspunktet til t. Skæringspunktet mellem denne linje og den oprejste tangent vil så have koordinaterne (1,tan t).